# انتونی وینر
انتونی وینر (انگلیسی: Anthony Weiner؛ زادهٔ ۴ سپتامبر ۱۹۶۴) سیاست‌مدار آمریکایی و نماینده سابق مجلس آمریکاست که از ژانویه ۱۹۹۹ تا ژوئن ۲۰۱۱ حوزه انتخابیه نهم نیویورک  را نمایندگی می‌کرد. او که عضو حزب دموکرات است، هفت دوره به نمایندگی برگزیده شد که در هیچ‌یک از آنها کمتر از ۵۹٪ آرا را نیاورد. وینر در سال ۲۰۱۱ به دلیل یک رسوایی سکستینگ استعفا داد.
او پیشتر عضو شورای شهر نیویورک و دستیار چاک شومر نماینده وقت نیویورک در مجلس بود. او در سال ۲۰۱۰ با هما عابدین، دستیار هیلاری کلینتون وزیر سابق امور خارجه آمریکا و نامزد حزب دموکرات در انتخابات ریاست جمهوری سال ۲۰۱۶ ازدواج کرد. عابدین در اوت ۲۰۱۶ اعلام کرد به دلیل ادامه دار بودن سکستینگ وینر از او جدا می‌شود.